# کولفکس
کولفکس (انگلیسی: Colfax) شرکت ماشین‌آلات آمریکایی است، که در سالز۱۹۹۵ توسط استیون ام. رالس تأسیس شد.